# 甲陽高等商業学校
| 甲陽高等商業学校 （甲陽高商） | 甲陽高等商業学校 （甲陽高商） |
| ----------------------------- | ----------------------------- |
| 創立                          | 1940年                        |
| 所在地                        | 兵庫県西宮市                  |
| 初代校長                      | 伊賀駒吉郎                    |
| 廃止                          | 1948年                        |
| 後身校                        | なし                          |
| 同窓会                        | 甲陽学院同窓会                |

甲陽高等商業学校 （こうようこうとうしょうぎょうがっこう） は、1940年 （昭和15年） に設立された私立の旧制専門学校 （実業専門学校）。1944年に工業専門学校に転換され甲陽工業専門学校となった後、1948年に廃止された。
本稿では、改称後の旧制甲陽工業専門学校 （略称： 甲陽工専） についても記述する。

## 概要
- 旧制甲陽中学校を経営する財団法人辰馬学院により、皇紀2600年を記念して設立された高等商業学校。
- 第二次世界大戦中に工業専門学校に転換され、甲陽工業専門学校となる。機械科・造船科を設置（戦後、工業経営科を増設）。
- 戦後の1947年に創設した新制中学校に注力する方針のため、1945年度入学者の卒業を待って 1948年3月で廃校となった。
- 旧制高商・工専卒業者により、同窓会 「望洋会」 が組織されている （甲陽学院同窓会の一部）。
- 卒業生は、甲陽高等商業学校が4期、甲陽工業専門学校が2期。

## 沿革

### 甲陽高等商業学校時代
- 1939年11月16日：財団法人辰馬学院 評議員会、皇紀2600年記念事業として高等商業学校設立を議決。
  - 校地は辰馬家からの寄附による。
- 1939年11月30日：文部省に高等商業学校設置認可を申請。
- 1940年3月14日：専門学校令により甲陽高等商業学校設置認可 （文部省告示第202号）。
- 1940年4月20日：仮校舎で第1回入学式。150名入学。
- 1941年4月11日：香櫨園の新校舎に移転。
- 1941年11月11日：校歌制定。『東に華城のさえぎあり』 （伊賀駒吉郎 作詞、福井直秋 作曲）
- 1941年11月15日：新校舎落成式を挙行。
- 1942年7月30日：甲陽高等商業学校報国団 （旧校友会）、団誌 『望洋』 創刊。
- 1942年9月21日：高商第1回卒業式。121名卒業。

### 甲陽工業専門学校時代
- 1944年2月25日：工業専門学校へ転換、甲陽工業専門学校設置 （文部省告示第205号）。
  - 本科（修業年限3年）に機械科・造船科を設置 （定員各100名）。
- 1944年4月16日：工専第1回入学式。217名入学。
- 1944年11月24日：校歌制定。『亜細亜の光 日の本の』（伊賀駒吉郎 作詞、橋本國彦 作曲）
- 1945年6月5日：空襲で第5棟焼失。
- 1945年8月6日：空襲で第4棟などに被害。
  - 当時、暁第19766部隊が校舎を使用しており、第4棟消火作業中に第3棟が被弾、隊員14名死亡・30数名負傷。
- 1945年9月29日：高商第4期生（最終期生）卒業式。120名卒業。
  - 甲陽高商卒業生は 4期合計で 583名。
- 1946年2月：財団法人辰馬学院、工専廃止の方針。
  - 工専生徒有志、理事長宅で翻意を直訴するも方針変わらず。
- 1946年5月：1946年度から生徒募集を停止。
- 1946年9月：本科に工業経営科を増設。
- 1947年3月15日：工専第1回卒業。機械科77名・造船科82名。
- 1947年4月1日：工専校舎に新制甲陽学院中学部（現・甲陽学院中学校） を新設。
- 1948年3月5日：工専第2回卒業。機械科54名・造船科48名・工業経営科71名。
- 1948年3月31日：甲陽工業専門学校、廃止。

## 歴代校長
- 初代：伊賀駒吉郎（1940年4月 - 1946年3月2日死去）
  - 旧制甲陽中学校校長と兼任。
- 第2代：宮富賢三（1946年5月? - 1948年3月）

## 校地
甲陽高商創立時は、西宮市今津高潮町 （現・甲子園高潮町3丁目、ノボテル甲子園付近）の甲陽中学校別館を仮校舎として使用した。翌1941年に香櫨園地区・西宮市中葭原町5番地の新校舎が完成し、移転した。高商から転換した甲陽工専も引き続き同地を使用した。中葭原の校地は新制甲陽学院中学校に引き継がれた。

## 関連書籍
- 山内英正（編）『甲陽高等商業学校・甲陽工業専門学校校史資料集』　辰馬育英会甲陽学院高等学校・甲陽学院中学校、2002年8月。